# Ornithoptera
Ornithoptera – rodzaj motyli z rodziny paziowatych i podrodziny Papilioninae.
Rodzaj ten opisany został w 1832 roku przez Jean Baptiste'a Boisduvala. Dzielony był na podrodzaje: O. (Schoenbergia), O. (Aethoptera) i O. (Ornithoptera).
Wyniki badań Kondo i współpracowników z 2003 roku wskazują, że rodzaj ten jest monofiletyczny i tworzy klad z rodzajami Troides oraz Trogonoptera. Według wspomnianych naukowców wyewoluował on na obszarze dzisiejszej Wallacei. Badania wskazują, że podzielił się na dwa klastry, z których jeden odpowiada podrodzajowi Schoenbergia.
Współcześnie motyle te rozprzestrzenione są od Moluków przez Papuę-Nową Gwinnę po Australię i Wyspy Salomona.
Gąsienice żerują na kokornakowatych, dzięki czemu zarówno one jak i imagines są trujące dla drapieżników.

## Gatunki
Należy tu 12 opisanych gatunków:
- Ornithoptera aesacus
- Ornithoptera alexandrae
- Ornithoptera chimaera
- Ornithoptera croesus
- Ornithoptera goliath
- Ornithoptera meridionalis
- Ornithoptera paradisea
- Ornithoptera priamus
- Ornithoptera richmondia
- Ornithoptera rothschildi
- Ornithoptera tithonus
- Ornithoptera victoriae